# Rågskär
För andra betydelser, se Rågskär (olika betydelser).
Rågskär är en ö och en ögrupp som är belägna i Värmdö kommun, en sjömil nordost om Nämdö.

## Historia
Sedan 1790-talet har det funnits ett torp på Rågskär tillhörande Östanvik på Nämdö.
Rågskärsarkipelagen köptes 1906 av skofabrikören Gustav Pott som lät bygga en stor villa på grannön Idöborg. Pott tyckte att det var opraktiskt att använda båt för att ta sig mellan öarna under sina jaktturer och tvingade därför torparfamiljen Sandström på Rågskär att göra dryga dagsverken och konstruera ett 2,5 kilometer långt brosystem mellan öarna i hans skärgård, från Idöborg, via Idön, Kovilorna, Långskär och Kalvholmen till Rågskär samt mellan öarna vid Braka och i norra Skoboraden. 
Pott sålde 1927 större delen av sin skärgård till Torsten Kreuger som då redan ägde Bullerön. Hans son Björn Kreuger tillbringade under 1950-talet mycket tid på ön och bedrev en aktiv naturvård, bland annat revs de flesta av broarna. 
Torsten Kreuger sålde 1967 Bulleröartipelagen till staten och då bildades Bullerö naturreservat i vilket även Rågskär ingår. Idag drivs området av Länsstyrelsen i Stockholms län och husen på Rågskär hyrs ut till allmänheten.

## Natur
Rågskärsarkipelagen består av öarna Långskär, Böteskobben, Rågskär, Stora och Lilla Finnholmen, Furuskär samt Stora och Lilla Ören. Alla öarna ingår i Bulleröns naturreservat. Öarna ligger relativt tätt ihop och sunden mellan dem är oftast både smala och grunda. Torpet på Rågskär är ett renoverat byggnadsminne och drivs av Skärgårdsstiftelsen.